# Црква усековања главе Светог Јована Крститеља
Црква усековања главе Светог Јована Крститеља се налазе у насељеном месту Сочаница, на територији општине Лепосавић, на Косову и Метохији. Припада Епархији рашко-призренској Српске православне цркве и представља непокретно културно добро као споменик културе.
У горњем делу села Сочанице налази се црква Усековања Јовановог. Ова црква је саграђена 1862. године на месту старије богомоље- испоснице. Олтар садашње цркве, уклесан у стену представља део првобитне испоснице. У олтару се налази пролаз за подземно скровиште.

## Основ за упис у регистар
Решење Покрајинског завода за заштиту споменика културе у Приштини, бр. 247 од 21. 4. 1971. г. Закон о заштити споменика културе (Сл. гласник СРС бр. 3/66).